# Pirjo Honkasalo
Pirjo Irene Honkasalo, född 22 februari 1947 i Helsingfors, Finland, är en finsk filmfotograf, regissör och producent. Hon gör både dokumentär- och spelfilm men är mest omtalad som dokumentärfilmare och filmfotograf. Honkasalos filmer är internationellt uppmärksammade och mångfaldigt prisbelönade. Hennes kanske mest kända film, Melancholia 3 rum (2004), har vunnit ett dussintal priser, bland annat vid de prestigefulla filmfestivalerna i Sundance, Amsterdam och Venedig samt  TV-priset Prix Italia. Den blev även nominerad till Nordiska rådets filmpris.
Honkasalos spelfilm Betongnatt från 2013 vann det finska filmpriset Jussi 2014 i sex kategorier: Bästa film, Bästa regi, Bästa foto, Bästa scenografi, Bästa ljuddesign och  Bästa klippning.

## Filmografi, regi (urval)
- 1980 – Eldsjälen,  spelfilm, regi med Pekka Lehto
- 1985 – Da Capo, spelfilm, regi med Pekka Lehto
- 1991 – Mysterion,  dokumentär
- 1993 – Tanjuska och de 7 Djävlarna,  dokumentär
- 1996 –  Atman, dokumentär
- 2004 – Melancholia 3 rum, dokumentär
- 2013 –  Betongnatt, spelfilm